# Плывущие водоросли
«Плывущие водоросли» (яп. 浮草 укигуса, англ. Floating Weeds) — кинофильм режиссёра Ясудзиро Одзу, вышедший на экраны в 1959 году. Ремейк немого фильма Одзу «История о плывущих водорослях» (1934).

## Сюжет
Бродячая актёрская труппа прибывает в небольшой городок на юге Японии. Руководитель коллектива, немолодой Комадзюро Араси, воспользовавшись благовидным предлогом, посещает свою бывшую подругу Оёси, которая в одиночку вырастила их сына Киёси. Последний уже окончил школу и работает на почте, но до сих пор не знает, кто его настоящий отец; Комадзюро пользуется гастролями, чтобы провести побольше времени с сыном. Его частые отлучки беспокоят его нынешнюю любовницу Сумико, которая начинает ревновать. Узнав об истинной цели визитов Комадзюро в дом Оёси, она решает отомстить и уговаривает молодую актрису Каё соблазнить Киёси. Той это легко удаётся, однако и сама она влюбляется в молодого человека. Комадзюро, узнав об этой связи, приходит в ярость и безуспешно пытается запретить им видеться. Тем временем дела в театре идут всё хуже, актёры остаются без гроша, так что труппу решают распустить. Руководитель подумывает о том, чтобы осесть в городе, вместе с сыном и его матерью. Однако Киёси, узнав правду о своём отце, импульсивно отталкивает его. Отвергнутый Комадзюро решает вновь отправиться в странствия и вместе с Сумико покидает город.

## В ролях
- Гандзиро Накамура — Комадзюро Араси, руководитель труппы
- Матико Кё — Сумико, актриса и любовница Комадзюро
- Аяко Вакао — Каё, актриса
- Хироси Кавагути — Киёси, сын Комадзюро
- Харуко Сугимура — Оёси, мать Киёси
- Хитоми Нодзоэ — Аико
- Тисю Рю — владелец театра
- Кодзи Мицуи — Китиносукэ
- Харуо Танака — Ятадзо
- Ёсукэ Ириэ — Сугияма
- Хикару Хоси — Кимура

## О фильме
51-й фильм Ясудзиро Одзу снимался с сентября по ноябрь 1959 года. Лента была снята на студии Daiei, поэтому актёрский состав и съёмочная группа полностью отличаются от предыдущих работ режиссёра, сделанных для компании Shōchiku. Иногда утверждается, что Одзу таким образом отплатил Daiei за возможность поработать с актрисой Фудзико Ямамото, которую снял в «Ликорисах». На самом деле Одзу выполнял обещание, данное Кэндзи Мидзогути, к тому времени уже скончавшемуся. Первоначально планировалось снимать фильм ещё в 1958 году под названием «Плохой актёр», однако из-за погоды работа была отложена. Исполнитель главной роли Гандзиро Накамура был важным актёром театра кабуки, поэтому было решено изменить название, которое могло бы показаться оскорбительным для него. Во время работы Одзу часто обсуждал технику цветной киносъёмки с оператором Кадзуо Миягавой, который был постоянным сотрудником Мидзогути, и многому научился у него.